# José Antonio García Alonso
José Antonio García Alonso, més conegut com a Covelo, és un exfutbolista gallec, que ocupava la posició de porter. Va nàixer a Vigo el 2 de juny de 1963, i va adoptar com a nom futbolístic, el del poble de la seva família.

## Trajectòria
Format al planter del FC Barcelona, Covelo va estar en la plantilla del Barcelona Atlètic entre 1983 i 1987 i va ser porter suplent del primer equip del FC Barcelona durant dues temporades (1985-1986 i 1987-1988). Amb el Barça va ser campió de la Copa de la Lliga la temporada 1985-1986 i de la Copa del Rei la temporada 1987-88, tot i que la seva participació va ser pràcticament nul·la.
El 1989 debuta a primera divisió amb el RCD Mallorca. Va romandre durant tres anys a la màxima categoria amb els mallorquins, en les quals va ser suplent, alternant la segona i la tercera plaça de porter. En total, hi va disputar 11 partits.
L'estiu de 1992 fitxa per l'Atlético Marbella, de Segona Divisió. Eixe any també és suplent, però al següent es fa amb la titularitat, tot jugant 29 partits. Posteriorment, va militar al Reial Múrcia CF, de Segona B.
Després de retirar-se, ha seguit vinculat al món del futbol dins l'equip tècnic del Celta de Vigo.